# چن های‌یون
چن های‌یون (انگلیسی: Chen Haiyun؛ زادهٔ ۶ سپتامبر ۱۹۷۳)  بازیکن زن هندبال اهل چین بود. وی در بازی‌های المپیک تابستانی ۱۹۹۶ شرکت کرده‌است.